# Мексика на зимових Олімпійських іграх 2010
Мексика на зимових Олімпійських іграх 2010 року, які проходили в канадському місті Ванкувер, була представлена одним спортсменом в одному виді спорту — гірськолижний спорт. Прапороносцем на церемонії відкриття Олімпіади був єдиний представник країни, лижник Губертус фон Гогенлое.
Мексика всьоме взяла участь у зимовій Олімпіаді. Мексиканські спортсмени не здобули жодної медалі.

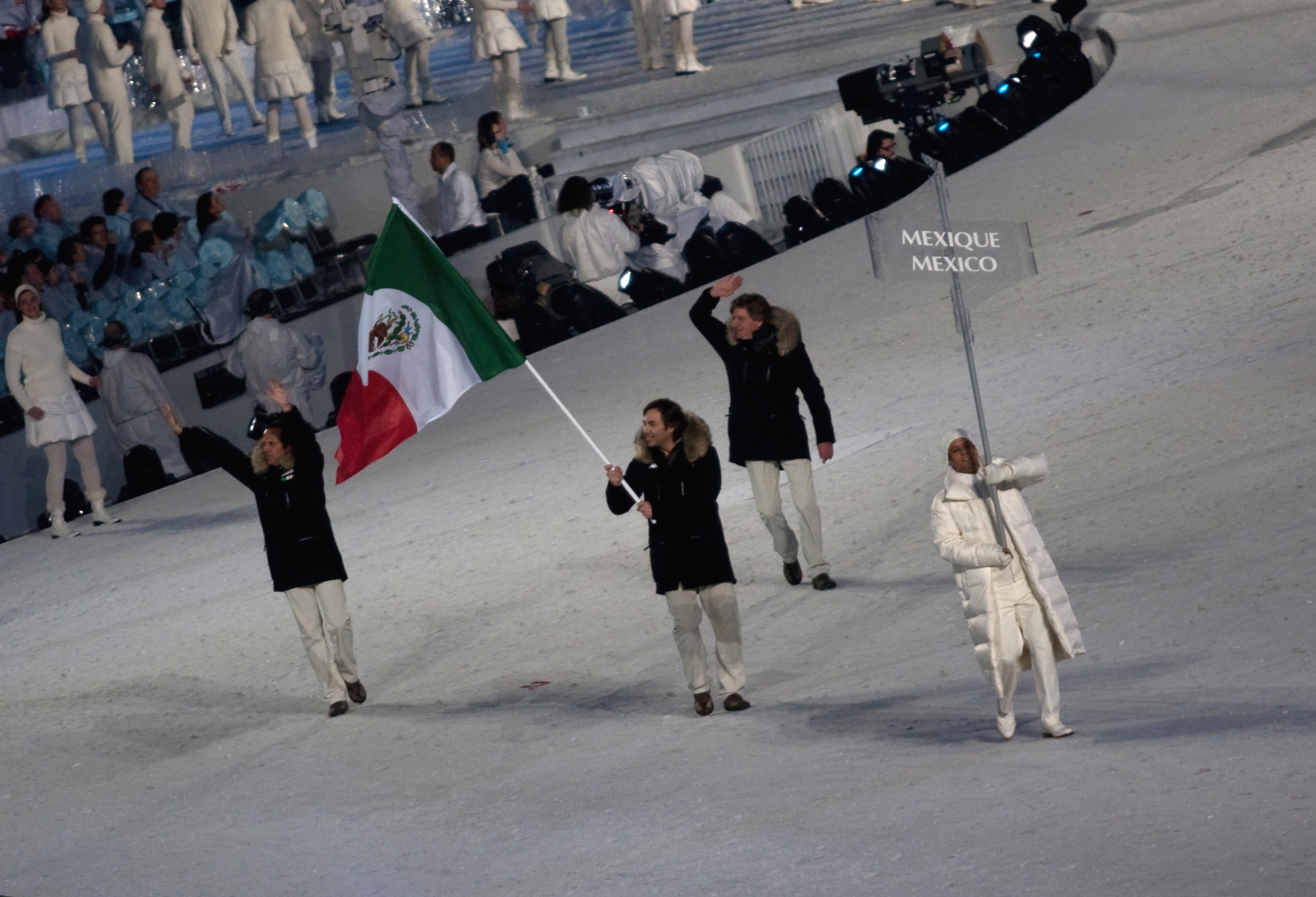
Збірна Мексики під час Параду націй на церемонії відкриття Олімпіади

## Гірськолижний спорт
| Спортсмен             | Дисципліна                   | Спуск 1 | Спуск 2 | Разом   | Місце |
| --------------------- | ---------------------------- | ------- | ------- | ------- | ----- |
| Губертус фон Гогенлое | слалом, чоловіки             | 1:05.69 | 1:02.09 | 2:07.78 | 46    |
| Губертус фон Гогенлое | гігантський слалом, чоловіки | 1:34.50 | 1:36.97 | 3:11.47 | 78    |